# Ильинская Поповка
Ильинская Поповка — деревня в Харовском районе Вологодской области.
Входит в состав Ильинского сельского поселения, с точки зрения административно-территориального деления — в Ильинский сельсовет.
Расстояние по автодороге до районного центра Харовска — 26 км, до центра муниципального образования Семенихи — 1 км. Ближайшие населённые пункты — Лавровская, Кузьминская, Семениха.
По переписи 2002 года население — 4 человека.